# Carrer Roqueta
El Carrer Roqueta és un carrer de Tossa de Mar (Selva) que té alguns edificis inclosos en l'Inventari del Patrimoni Arquitectònic de Catalunya. Els edificis dels números 14 i 16 formaven part d'un sol immoble que va ser l'origen del barri de la Roqueta, és a dir el primer barri a extramurs de Tossa. Tanmateix en un moment històric determinant es van separar, confeccionant dos immobles totalment independents, que són els que podem contemplar avui en dia.

## Número 14
L'edifici del número 14 del carrer Roqueta és un edifici de tres plantes, entre mitgeres, cobert amb una teulada d'una sola aigua de vessant a façana. L'edifici està ubicat al costat dret del carrer Roqueta. La planta baixa consta de tres obertures, a destacar especialment el gran portal rectangular equipat amb una poderosa llinda monolítica, de grans dimensions i muntants de pedra ben treballats i escairats. El portal està flanquejat per tres finestres: una d'irrellevant a la dreta, ja que no ha rebut cap tractament singular, i dues finestres finestres més a l'esquerra. La més propera al portal és rectangular i està equipada amb llinda, muntants de pedra i ampit treballat. La que està ubicada més a l'extrem, és quadrangular i disposa de muntants de pedra.
En el primer pis trobem quatre obertures. La de l'extrem dret és la més sumptuosa i s'ha traduït en una finestra d'arc conopial, molt senzilla, amb guardapols i amb les impostes decorades amb caps antropomòrfics, resolts bastant acertadament des del punt de vista plàstic i estètic. La finestra finalment està complementada amb muntants de pedra i un petit ampit. Seguidament trobem tres obertures de similar tipologia, és a dir tres finestres rectangulars amb un guardapols molt prim i esquemàtic, sene cap mena de comparació amb el guardapols de la finestra anterior, emmarcades amb pedra i amb els muntants visibles en el terç inferior i amb un diminut ampit.
El segon pis actuaria com a golfes i s'ha projectat en la façana seguint dues modalitats diferents: per una banda tenim una gran obertura semiesfèrica sobre de la qual hi ha un ràfec format per sis fileres: la primera de rajola plana, la segona de rajola en punta de diamant, la tercera de rajola plana, la quarta rajola en punta de diamant, la cinquena de rajola plana i la sisena de teula girada. Mentre que per l'altra, dues grans obertures rectangulars emmarcades amb pedra i coronades amb un ràfec format per quatre fileres: la primera de rajola plana, la segona de teula, la tercera de rajola plana i la quarta de teula.

## Número 16

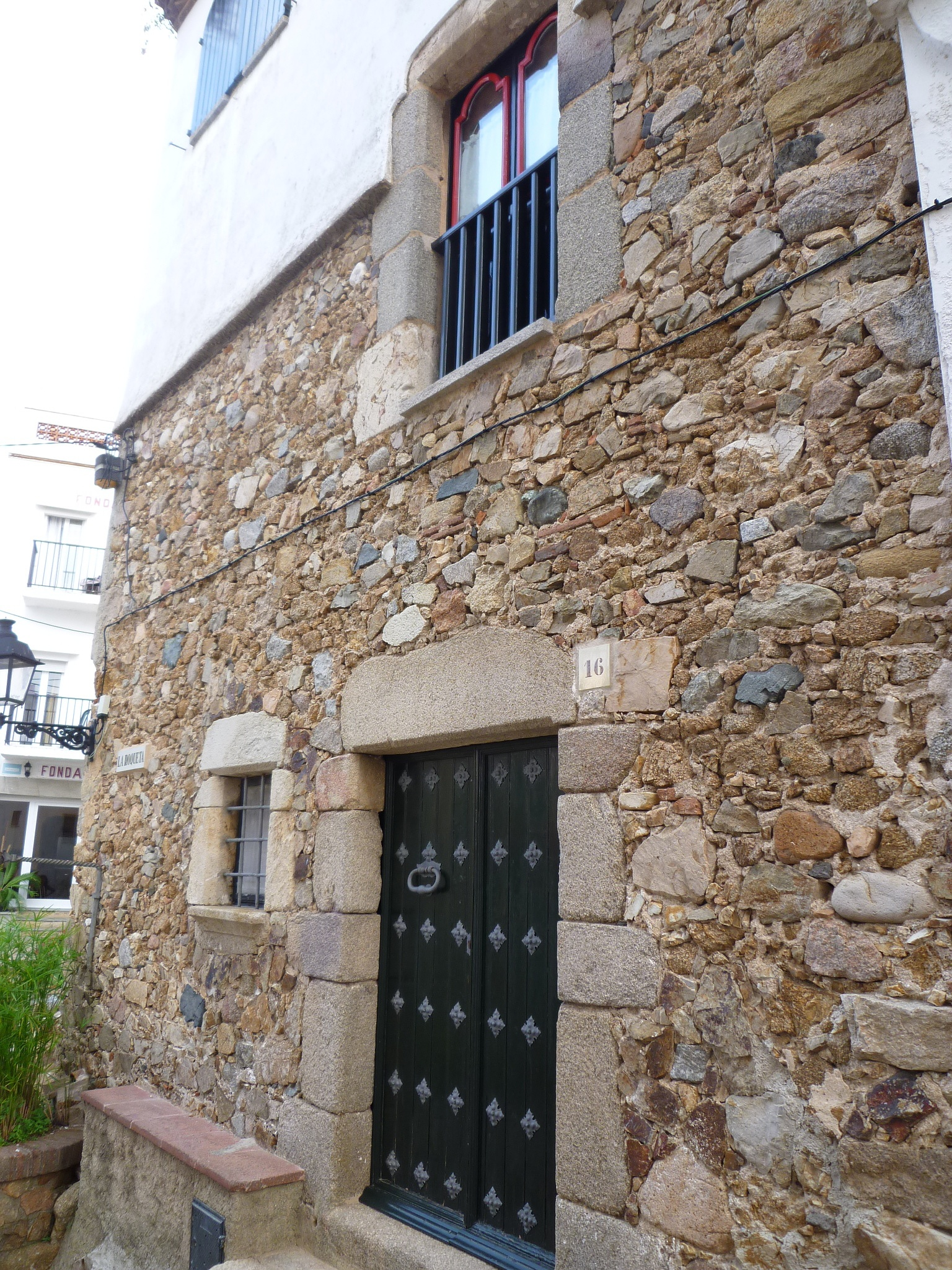
Edifici del número 16 del carrer Roqueta

L'edifici del número 16 del carrer Roqueta és un edifici de tres plantes, cobert amb una teulada d'una sola aigua de vessant a façana. L'edifici està ubicat al costat dret del carrer Roqueta, però simultàniament fa cantonada donant a un petit carreró.
La planta baixa consta de dues obertures, com són el portal rectangular d'accés equipat amb una gran llinda monolítica i muntants de pedra ben escairats i treballats. Això per una banda, mentre que per l'altra una petita finestra quadrangular amb llinda, muntants de pedra i ampit treballat. En aquesta planta baixa cal remarcar la presència de dos elements particulars: el primer és un banc d'obra adossat a la façana, però en especial el segon, que es tracta d'un pou el qual ha perdut la seva funció primigènia i que en l'actualitat és usat com a simple test per dipositar-hi plantes.
El primer pis l'ocupa únicament una finestra rectangular equipada amb llinda monoltíca i muntants de pedra, la qual és projectada com a balconada amb un ampit molt auster. El segon pis, que exerciria les tasques de golfes o altell s'ha projectat en la façana en una finestra geminada que a simple vista sembla molt sòbria i que no contempla cap tractament decoratiu destacat. Aquest efecte es deuria a les portes de protecció que la cobreixen, les quals s'hi s'obren ens permeten contemplar una finestra d'arc de mig punt rebaixat amb mainell, capitell amb fulles d'acant i columna amb fust llis.
Tanca l'edifici en la part superior un ràfec prominent format per sis fileres: la primera de rajola plana, la segona de rajola en punta de diamant, la tercera de rajola plana, la quarta de rajola en punta de diamant, la cinquena de rajola plana i la sisensa de teula girada. Pel que fa al tema dels materials en la façana, com es pot observar a simple vista, xoquen dues realitats i concepcions arquitectòniques completament diferents. Així per una banda, tenim l'obra vista composta per còdols sense desbastar i treballar que ocupa un xic menys de dues terceres parts de l'espai físic de la façana. Mentre que per l'altra, trobem la pedra arrebossada i pintada, que acapara una mica més d'un terç de l'espai físic total de la façana.